# Giovanna I của Napoli
Giovanna I của Napoli (Tháng 12 năm 1325 – 27 tháng 7 năm 1382), là Nữ vương Napoli, và Bá tước xứ Provence và Forcalquier từ năm 1343 đến năm 1381; bà cũng là Thân vương xứ Akhaia từ năm 1373 đến năm 1381.